# Liga Socjaldemokratów Wojwodiny
Liga Socjaldemokratów Wojwodiny (serb. Liga socijaldemokrata Vojvodine / Лига социјалдемократа Војводине, LSV) – serbska regionalna i wieloetniczna partia polityczna o profilu socjaldemokratycznym działająca na terytorium Wojwodiny.

## Historia
LSV powstała 14 lipca 1990. Jej przewodniczącym został Nenad Čanak, nieprzerwanie kierujący tym ugrupowaniem. Liga przyjęła retorykę antywojenną, otwarcie krytykując serbski nacjonalizm, propagując decentralizację i autonomię wieloetnicznej Wojwodiny. Przez przeciwników politycznych partia jest oskarżana o tendencje separatystyczne.
W wyborach parlamentarnych w 1997 współtworzyła Koalicję Wojwodina, uzyskując w jej ramach dwa mandaty w Zgromadzeniu Narodowym Republiki Serbii. W 2000 LSV współtworzyła szeroką koalicję pod nazwą Demokratyczna Opozycja Serbii, uzyskując sześć miejsc w parlamencie. Partia koncentrowała się na działalności w regionie – w 2004 Nenad Čanak został przewodniczącym parlamentu Wojwodiny. W 2003 LSV brała udział w koalicji wyborczej Razem na rzecz Tolerancji, która nie przekroczyła wyborczego progu. W 2007 wprowadziła do krajowego parlamentu czterech posłów w ramach bloku wyborczego skupionego wokół Partii Liberalno-Demokratycznej. W 2008 i w 2012 wchodziła w sojusze wyborcze z Partią Demokratyczną, uzyskując każdorazowo po pięć miejsc w Zgromadzeniu Narodowym. W 2014 socjaldemokraci kandydowali w ramach koalicji z Nową Partią Demokratyczną, utrzymując kilkuosobową reprezentację poselską. Parę mandatów utrzymali również w 2016, gdy zawiązali koalicję z Partią Socjaldemokratyczną i Partią Liberalno-Demokratyczną. W 2020 liga dołączyła do koalicji pod nazwą UDS, która nie uzyskała parlamentarnej reprezentacji.
W 2022 nowym przewodniczącym LSV został Bojan Kostreš.